# 老虎棋

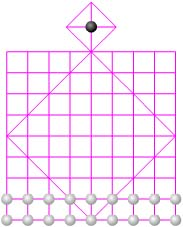
老虎棋棋盘

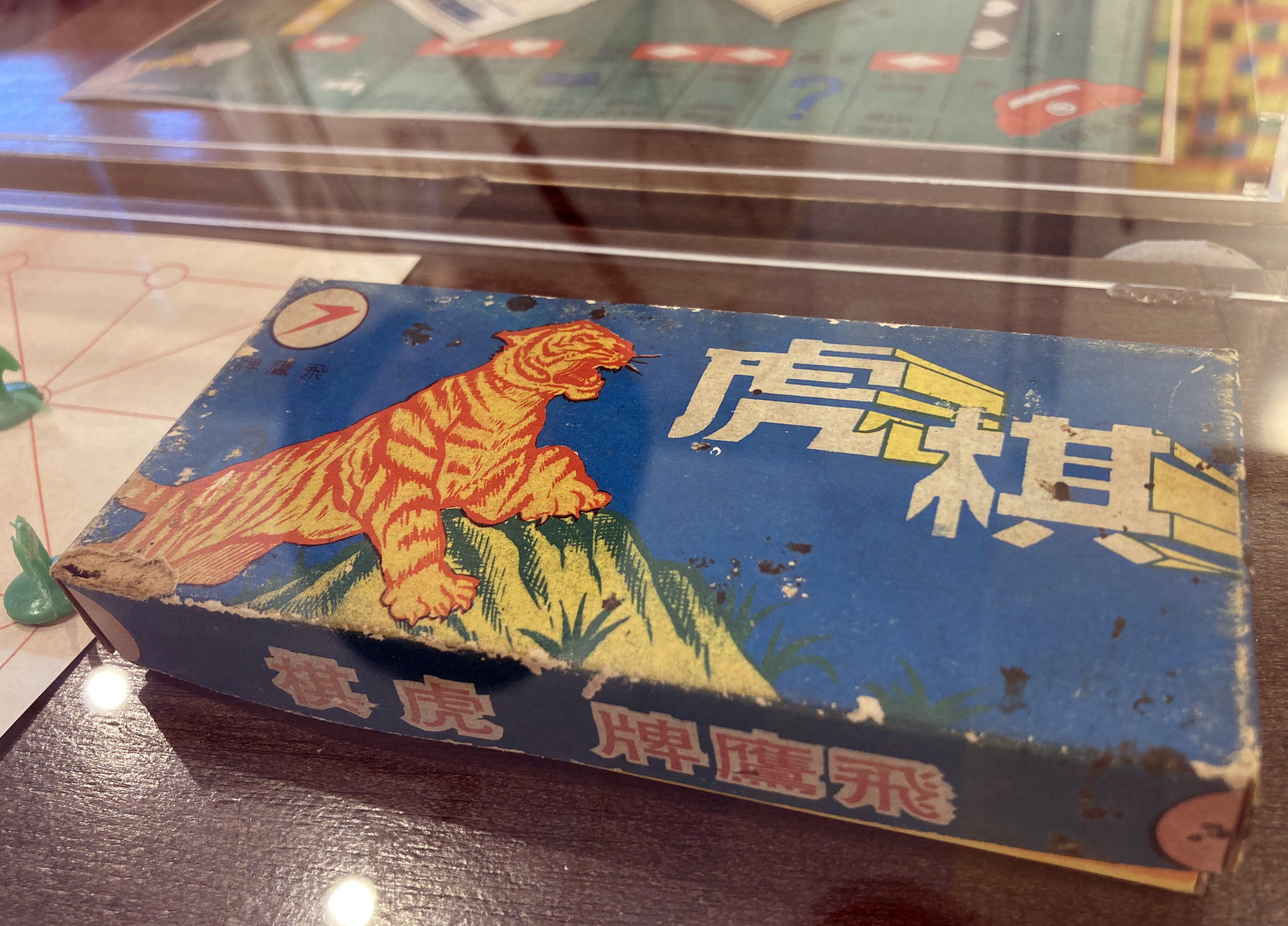
臺灣的虎棋

老虎棋是流传于世界各地的兩人棋類統稱，具有許多地方變體，如尼泊爾虎棋、馬來虎棋、馬來奔虎棋、美洲狮棋等，棋盤變化最多的是蒙古鹿棋。共同特點是兩方棋子數走法勝利目標皆不一樣，其中數量少棋子強的那方的棋子常被稱為虎，另一方棋子常被稱為牛、羊、犬、或人。

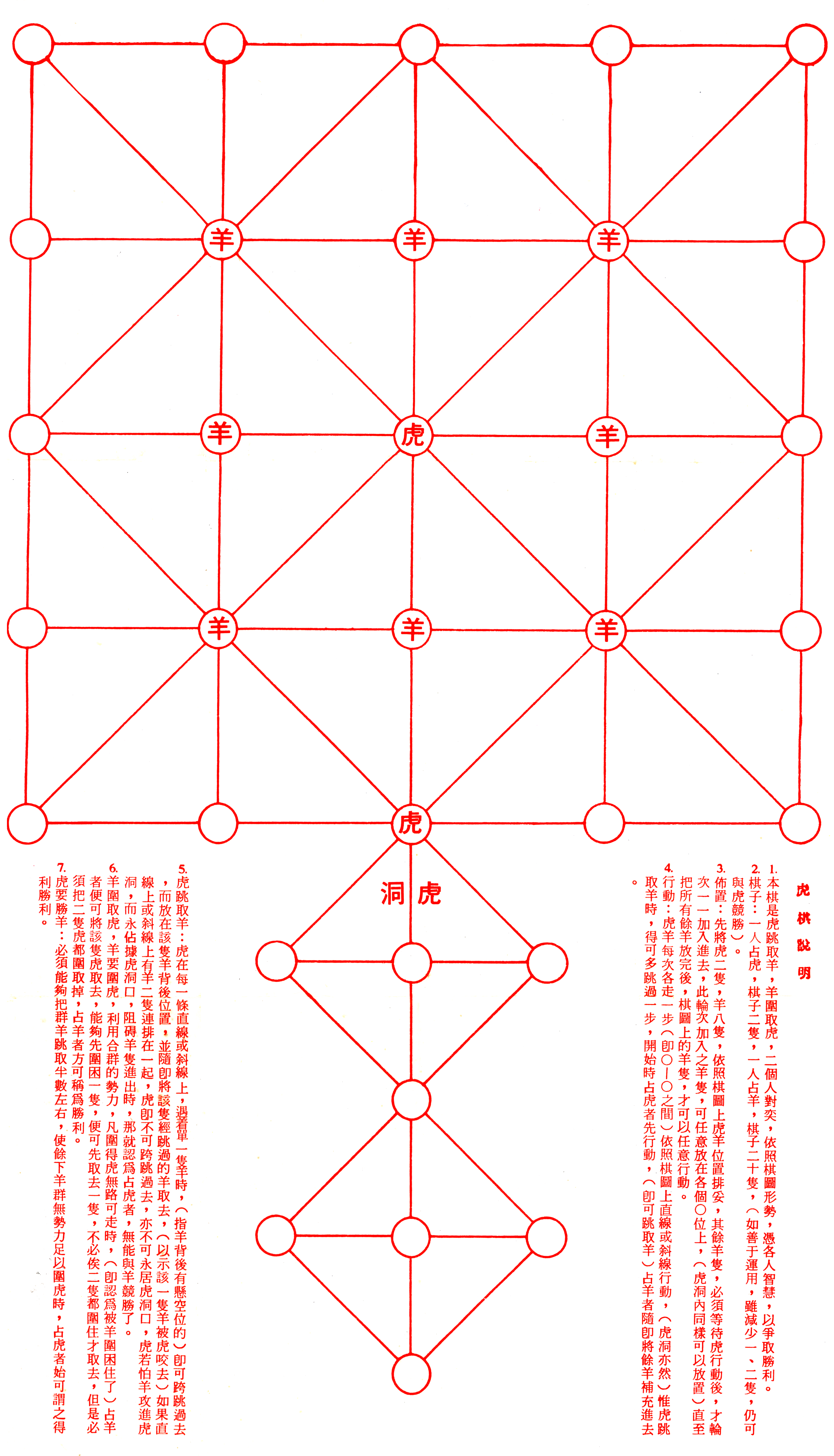
台灣生產的虎棋

以下介紹一種老虎棋，稱為十八子围老虎。

## 棋具
- 棋盘为8×8的方格，上方再加一个2×2的方格（称为虎巢）组成。

- 分為兩方：人方、虎方
  - 人方：有十八枚稱為人的棋子
  - 虎方：有一枚稱為虎的棋子

## 規則
- 棋子皆放在棋點。

- 一枚虎棋子放在2×2的中央棋點。十八枚人棋子則置於8×8的方格底橫線與次底衡線。

- 任何棋子皆須需棋盤上的斜綜橫線移動。

- 每回合人方可沿線移動一己子到鄰邊的空棋點。

- 每回合虎方能選擇以下兩種行動之一
  - 移子：沿線任移動一己子到鄰邊的空棋點。
  - 吃子：沿線跳過一枚鄰邊格的人棋子落到同方向的緊連空點，然後把被跳過的敵棋移出棋盤不再使用，可以連跳吃。

- 虎方以減少人棋子到四枚獲勝。

- 人方以讓虎棋不能移動獲勝。